# Початковий пароль
Початковий пароль надає доступ до пристрою під час його початкового налаштування або після скидання до заводських налаштувань.
Виробники такого обладнання, як правило, використовують простий пароль, в очікуванні, що користувачі змінять пароль під час налаштування. Ім'я користувача та пароль, як правило, можна знайти в інструкції з експлуатації (спільні для всіх пристроїв) або на самому пристрої.
Початкові паролі є одним з основних факторів, що впливають на захищеність домашніх маршрутизаторів. Залишаючи такий пароль на пристроях, доступних для громадськості, є величезний ризик для безпеки.
Деякі пристрої (наприклад, безпровідні маршрутизатори) будуть з унікальними початковими паролями, надрукованими на наклейці, яка є більш безпечним варіантом, ніж загальновідомий початковий пароль. Деякі виробники, однак, будуть отримувати пароль від MAC-адреси пристрою з використанням відомого алгоритму, і в цьому випадку пароль може бути легко відтворений зловмисниками.